# Washington Mystics 2019
La stagione 2019 delle Washington Mystics fu la 22ª nella WNBA per la franchigia.
Le Washington Mystics vinsero la Eastern Conference con un record di 26-8. Nei play-off vinsero in semifinale con le Las Vegas Aces (3-1), vincendo poi il titolo WNBA battendo in finale le Connecticut Sun (3-2).

## Roster
| N° | Naz.                   | Ruolo | Sportivo                 | Anno | Alt. | Peso |
| -- | ---------------------- | ----- | ------------------------ | ---- | ---- | ---- |
| 1  | Stati Uniti (bandiera) | G     | Shey Peddy               | 1988 | 170  | 66   |
| 2  | Stati Uniti (bandiera) | A     | Myisha Hines-Allen       | 1996 | 188  | 91   |
| 6  | Belgio (bandiera)      | G     | Kim Mestdagh             | 1990 | 175  | 70   |
| 7  | Stati Uniti (bandiera) | G     | Ariel Atkins             | 1996 | 180  | 73   |
| 11 | Stati Uniti (bandiera) | GA    | Elena Delle Donne        | 1989 | 196  | 85   |
| 15 | Stati Uniti (bandiera) | G     | Natasha Cloud            | 1992 | 183  | 73   |
| 20 | Stati Uniti (bandiera) | G     | Kristi Toliver           | 1987 | 170  | 59   |
| 21 | Stati Uniti (bandiera) | A     | Tianna Hawkins           | 1991 | 191  | 87   |
| 23 | Stati Uniti (bandiera) | GA    | Aerial Powers            | 1994 | 183  | 71   |
| 30 | Stati Uniti (bandiera) | AC    | LaToya Pringle           | 1986 | 191  | 77   |
| 32 | Stati Uniti (bandiera) | G     | Shatori Walker-Kimbrough | 1995 | 180  | 64   |
| 33 | Belgio (bandiera)      | A     | Emma Meesseman           | 1993 | 193  | 87   |

## Staff tecnico
- Allenatore: Mike Thibault
- Vice-allenatori: Marianne Stanley, Eric Thibault
- Preparatore atletico: Chalisa Fonza